# Pittsfield (hrabstwo Somerset)
Pittsfield – jednostka osadnicza w Stanach Zjednoczonych, w stanie Maine, w hrabstwie Somerset.